# Paul De Vigne
Pour les articles homonymes, voir De Vigne.
Paul De Vigne, né à Gand le 26 avril 1843 et mort à Schaerbeek le 13 février 1901, est un sculpteur belge.

## Biographie

### Famille et vie privée
Paul – ou Paulus à l’état civil – De Vigne est né à Gand à la rue des Douze Chambres, le 26 avril 1843, comme fils du sculpteur gantois Pierre De Vigne et son épouse Malvina Quyo. Son père, Pierre De Vigne, sculpteur de la monumentale statue de Jacques van Artevelde, était célèbre, et était lui-même le fils du peintre décorateur gantois Ignace De Vigne (Gand 1767 - Gand 1840). Paul De Vigne avait également comme oncles Félix De Vigne (1806 - 1862) qui était peintre et écrivain érudit, ainsi que Edouard De Vigne (1808 - 1866), peintre également. Les trois sœurs de Paul, nommées Louise, qui épousera le sculpteur Gérard Vander Linden, Malvina et Emma, pratiquèrent toutes trois également la peinture.
Le 21 mai 1890, il épouse à Schaerbeek Aline Denayere, née à Gand en 1850, et qui était veuve de l'artiste peintre Gustave Coppieters dont elle avait eu deux fils, le premier, Daniel Coppieters (1876-1951), qui sera avocat et écrivain, et le second - Albéric Coppieters (1878-1902) mort jeune à Paris - qui fut peintre paysagiste.           
Les dernières années de Paul De Vigne furent assombries par de graves problèmes de santé mentale et il fut soigné à Schaerbeek dans un établissement spécialisé où il est mort. Ainsi, Paul De Vigne est mort à Schaerbeek le 13 février 1901 à la maison de santé Maeck-Maertens, du n° 385 de la chaussée de Louvain.
Paul De Vigne avait aussi habité à Schaerbeek, à la rue du Progrès au numéro 76 puis au 159, mais aussi à Molenbeek-Saint-Jean, au n° 9 de la chaussée d’Anvers.

### Parcours artistique
Paul De Vigne a été formé par son père, Pieter De Vigne, lui-même sculpteur. Puis il alla se perfectionner aux Académies de Gand d'abord et d'Anvers ensuite, avant d'aller à l'Académie de Louvain, avec les conseils du professeur de sculpture Gérard vander Linden, qui devait devenir son beau-frère, il fit ses réels débuts, encouragé par Louis de Taye, alors le directeur de l'institution. 
Il exposa son Fra Angelico da Fiesole au salon de Gand en 1868. 
En 1869, Paul De Vigne, second Prix de Rome de 1869, séjourne à Rome avec les artistes belges Gaston Marchant, Xavier Mellery, Ernest Dieltiens et Gustave Coppieters, dans un des ateliers du peintre néerlandais Johan Hendrik Koelman, établi Via dell'Olmata, près de la basilique Sainte-Marie-Majeure.
En 1872, il exposa au salon de Bruxelles une statue en marbre, Héliotrope (galerie de Gand) et au salon de Bruxelles de 1875 Beatrix et Domenica. Il fut engagé par le gouvernement pour réaliser les caryatides du conservatoire de Bruxelles.
Il est élu correspondant de l'Académie royale (Classe des Beaux-Arts), le 7 janvier 1892 , et il en devient membre le 10 janvier 1895. 
Oscar Berchmans fut son élève.

### Œuvres
- Statues pour la fontaine Anspach, à l'origine dressée au centre de la place de Brouckère à Bruxelles, et ce jusqu'en 1973, puis remontée en 1981 quai aux Briques. Son travail fut terminé par d'autres sculpteurs à la suite de sa maladie qui conduisit à son décès.
- Statues au square du Petit Sablon à Bruxelles.
- Statue de Jan Breydel et Pieter De Coninck à Bruges
- Statue de Désiré de Haerne à Courtrai.
- Buste de Louis Van Houtte à Gentbrugge.

## Galerie

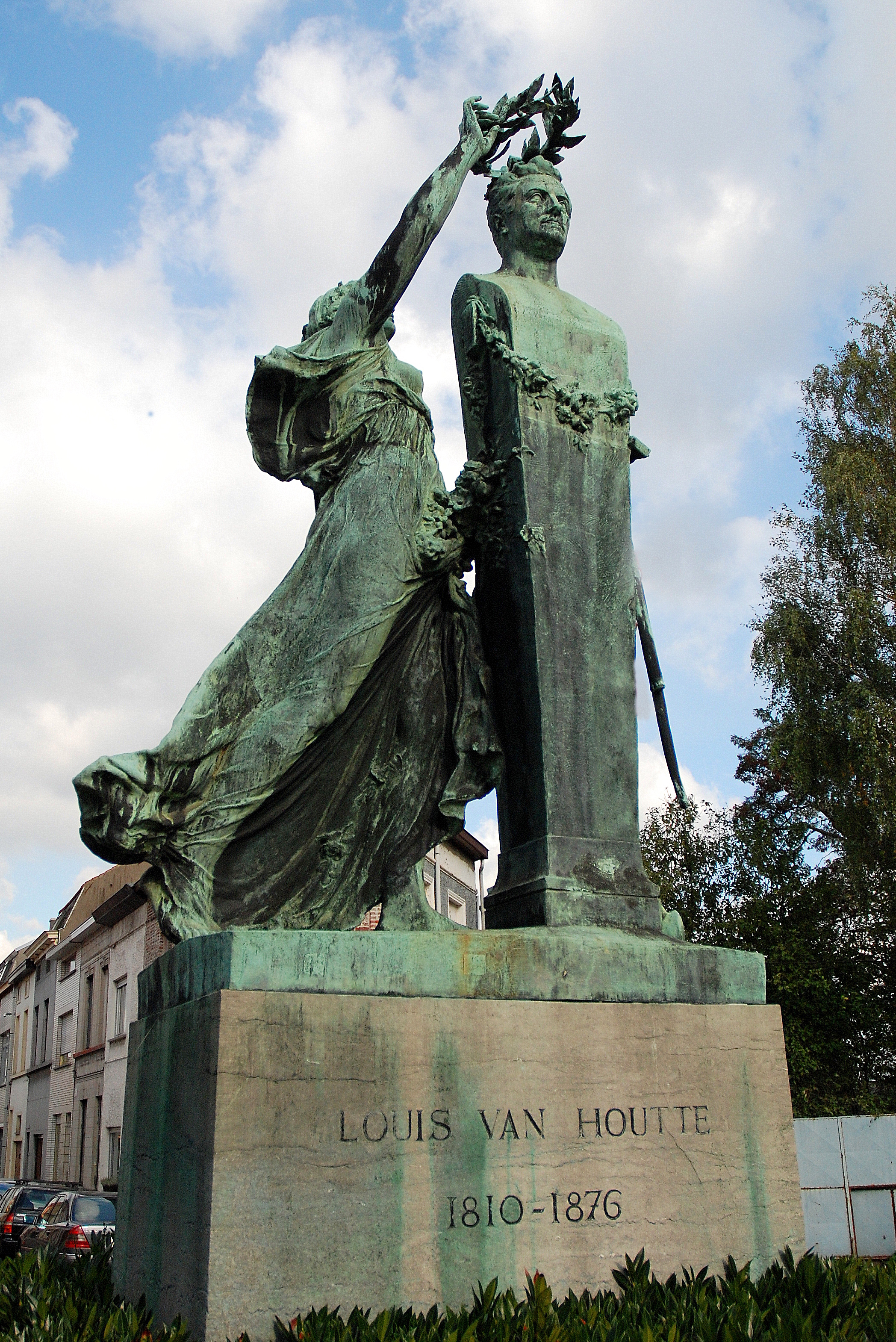
Buste de Louis Van Houtte à Gentbrugge
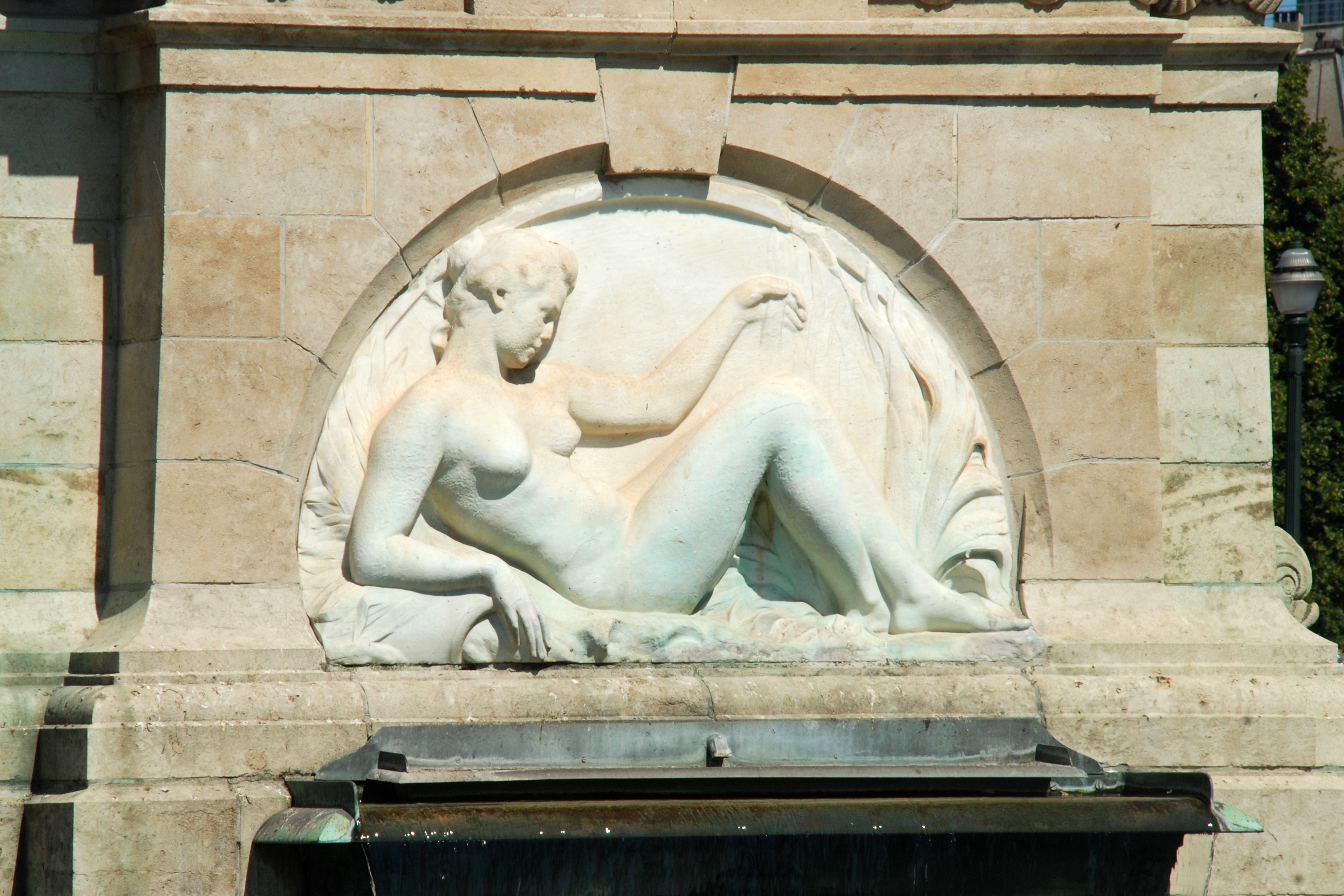
Relief symbolisant le voûtement de la Senne, sur la fontaine Anspach
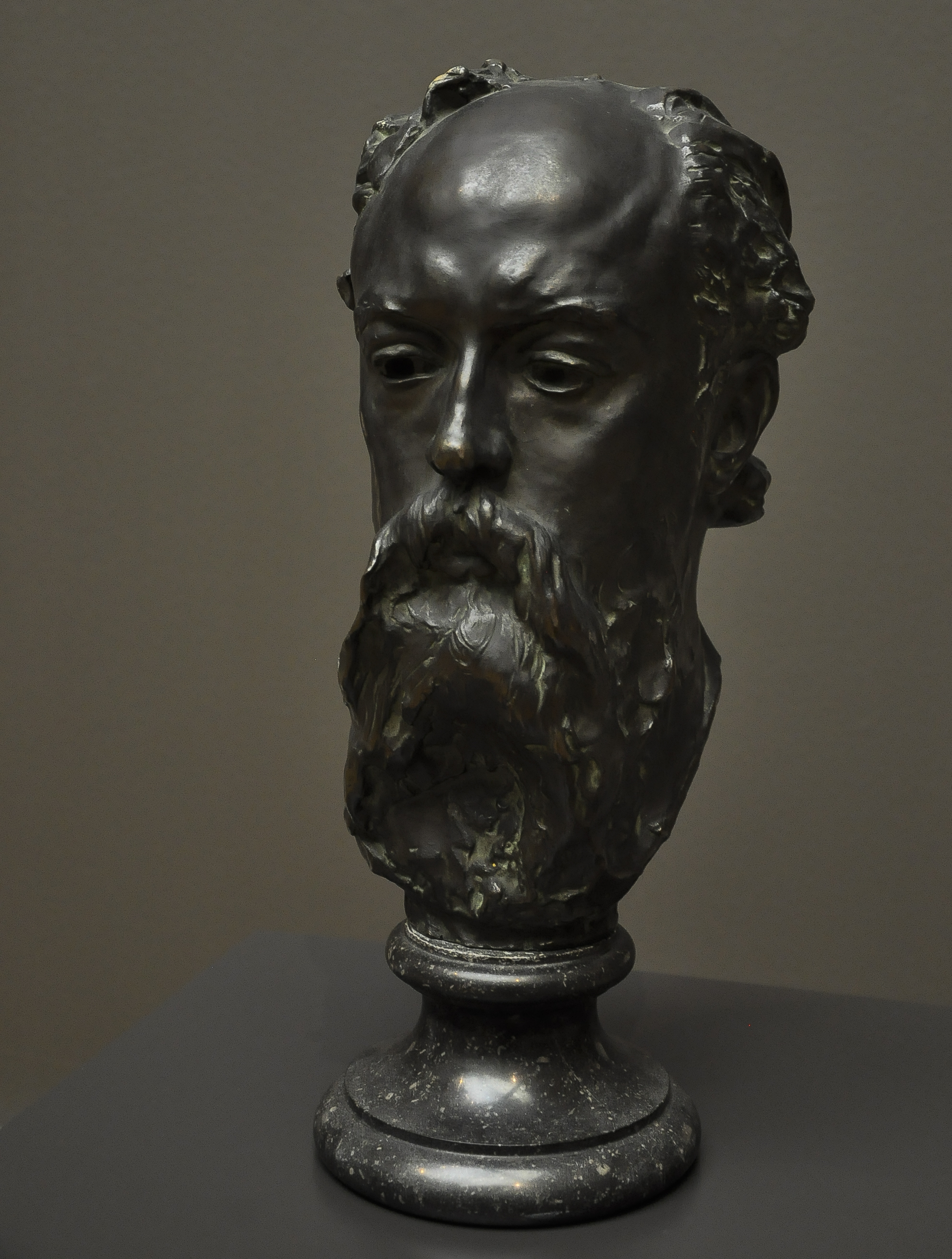
Paul de Vigne par Auguste Rodin

## Honneur
En 1906, Schaerbeek dénomma une de ses artères rue Paul Devigne.

## Distinction
- Chevalier de l'ordre de Léopold (7 février 1879)[6].
- Officier de l'ordre de Léopold (1er septembre 1887).